# Сочеванов (хутір)
Сочеванов  — хутір поблизу села Мар'янівка Витязівської волості Єлисаветградського повіту Херсонської губернії (нині — Бобринецький район Кіровоградської області). З цим невеликим хутором тісно пов'язані долі видатних діячів української культури Миколи Сочеванова, Івана Мар'яненка і Марка Петлішенка.

## Загальні відомості
У другій половині 19 ст. на хуторах Сочеванов і Андріївка (Райок) Витязівської волості Єлизаветградського повіту Херсонської губернії жили чиншовики скнарного і підступного осикуватського поміщика Олександра Бредюкова, який за деякими версіями став праобразом Глитая із п'єси М. Л. Кропивницького «Глитай, або ж Павук». Цю п'єсу драматург завершив в Андріївці, тобто у володіннях цього поміщика — звідси і надіслав її видавцеві.
У 1856 на хуторі Сочеванова налічувалось 5 дворів, в Андріївці (Райок) — 39 дворів.
За даними 1896 у складі Витязівської волості хутір Сочеванов вже не згадується. Згадується лише хутір Райок (Андріївка, Бредюкова).
Нині від хутора Сочеванов залишилися лише відголоски у назві прилеглого до Осикуватого вибалка озерця Сичів став та руїни колишньої сільської греблі.

## Сочеванови
Під однією із стріх Сочеванова хутора мешкав із сім'єю Іван Г. Сочеванов, зведений брат Олександра Бредюкова. Іван був одружений з рідною сестрою видатного драматурга Марка Кропивницького Ганною Луківною. Сім'я Івана жила бідно. Хоча Бредюков мав півтори тисячі десятин землі, він не дав родичам нічого, лише дозволив поставити в Осикуватій балці «злиденну халупу».
Один з синів Івана Микола Сочеванов (1879—1977) в одному з листів згадував таке: «Бредюков був справжнім глитаєм. Багато років він нікуди не виїздив із села, холостякував до 45 років, перебираючи наймичок: візьме дівчину в покоївки, зґвалтує її, а коли вона стане вагітною, — виганяє з двору…» Бредюков обкрадав і експлуатував навіть свого брата, навіть рідна мати була в нього на становищі наймички. Така ж доля спіткала й дружину поміщика. Проживши з ним сім років вона втекла.
Бідно в останні роки життя жив і батько Ганни Луківни та Марка Лукича. Лука Іванович «сів на чини у Мар'янівці. Не вдержав землі — через посуху, недороди та кволе здоров'я, заборгувався поміщикові, в якого орендував землю. Батько заслаб, а по осені вже не вставав з ліжка. По перших грудневих морозах пригнав коня до Бобринців Іван Сочеванов і сповістив, що батькові дуже погано. Коли приїхав, то батько помер – 1870 року.»
І. Г. Сочеванов помер на 52-му році життя. Старший його син після смерті батька подався до Миколаєва вантажником, дочки поодружувались, Микола Сочеванов лишився на хуторі біля матері, але їх становище згодом ще більш погіршилось. Хоч і доводився Бредюков хрещеним батьком М. Сочеванову і помер у нього на руках, але характерові своєму не зрадив і не залишив Миколі нічого. Після смерті Бредюкова, його дружина, з якою він не жив сімнадцять років, привезла спадкоємця — «охрещеного і записаного Бредюковим». На хутір прибув урядник та й наказав у три дні знести з чужої землі будівлі, бо перейдуть вони до нового поміщика". М. І.Сочеванов, підпаливши садибу, переїхав з матір'ю до Мар'янівки, де невдовзі поховав її на сільському цвинтарі біля могили її батька — Луки Івановича Кропивницького.
Згодом Микола Іванович Сочеванов став корифеєм українського театру і відомим бандуристом.

## Петлішенки
На хуторі Сочеванов також жив рідний брат М. Л. Кропивницького Петлішенко Олександр Лукич (1848 року народження), який був на вісім років молодшим свого іменитого брата. Він мав прізвище своєї матері Явдохи Петлішенко.
Олександр Лукич мав п'ятеро дітей, з яких два сини стали відомими діячами театру: Мар'яненко Іван Олександрович і Петлішенко Марко Олександрович. Старший Іван народився у 1878, а Марко у 1880. Згодом сім'я жила в Мар'янівці. Іван згадував, що в цьому селі вони «бідували, жили в найманій хаті, на чужій садибі — поміщика Бредюкова. У самому селі — злидні, темрява, варварство, з горілкою, бійкою, безглуздою лайкою. А до поміщика з усієї околиці з'їздилися гості».
М. Л. Кропивницький опікувався долею свого брата — коли драматург купив собі садибу на Харківщині (хутір Затишок) в середині 1890-х років, то запросив Олександра Лукича керувати своїм господарством. Петлішенки переїхали до іменитого родича великою сім'єю. Марко Лукич створив всі умови, щоб його племінники Іван і Марко здобули освіту і згодом стали видатними діячами української культури.